# Monte San Silvestro
Il monte di San Silvestro è un monte della Provincia di Avellino situato tra i comuni di Summonte e Sant'Angelo a Scala. Il monte è alto 912 m. Presso il monte sorge uno dei 30 sentieri escursionistici del Parco regionale del Partenio.

## Il monte
Il monte è caratterizzato da temperature molto basse e, nei periodi primaverili, già verso i 500 metri è possibile il verificarsi di precipitazioni a carattere nevoso. Nel periodo estivo è possibile trovare fauna tipica del Parco Regionale del Partenio quali vipere, tassi, lepri e, più raramente, volpi, anche se i boschi di San Silvestro sono di estensione troppo limitata per essere un habitat ideale. Il monte è dedicato a San Silvestro papa poiché Sant'Angelo a Scala è il suo luogo di nascita.

## Il percorso
Nel Parco regionale del Partenio sono presenti 30 percorsi escursionistici. Il sentiero n. 205 tocca anche il monte di San Silvestro ed è lungo 6 km. Il percorso intero richiede circa 4 ore e si imbocca a partire dalla strada statale n.374, a circa 1 km dal paese.
Il sentiero raggiunge una cappella, dedicata a San Silvestro, situata sull'esatta sommità del monte. Al suo interno si trova una campana in bronzo che deve essere suonata da tutti gli escursionisti che riescono ad arrivare alla fine del percorso. 
Al suo fianco sorge la grotta di San Silvestro, dove sgorga una piccola sorgente; le sue acque sono credute miracolose per le malattie della pelle. 
Già in tempi medioevali i devoti pellegrini affetti da malattie della pelle scalavano il monte per raggiungere la grotta.
Il sentiero prosegue, con una difficoltà escursionistica di livello E (escursionisti) ed in seguito raggiunge il livello EE (escursionisti esperti). Più che di un percorso si tratta infatti di una scalata che attraversa burroni e salite molto impegnative. Il percorso n. 205 termina presso la località Ruderi dell'Incoronata.